# Федотово (Порховский район)
Федотово — деревня в Порховском районе Псковской области России. Входит в состав сельского поселения «Верхнемостская волость».
Расположена на севере волости, в 51 км к юго-западу от города Порхова и в 8 км к северу от волостного центра Верхний Мост.
Численность населения деревни на конец 2000 года составляла 10 человек.